# ژولتیکا
ژولتیکا (به بلغاری: Zhultika) یک منطقهٔ مسکونی در بلغارستان است که در شهرستان ژبل واقع شده‌است.